# Pablo Torre
Pour les articles homonymes, voir Torre.
Pablo Torre, né le 3 avril 2003 à Soto de la Marina (es), est un footballeur espagnol qui évolue au poste de milieu offensif au RCD Majorque.

## Biographie

### En club
Né à Soto de la Marina (es) en Espagne, Pablo Torre commence le football au CD Marina Sport avant d'être formé par le Racing de Santander. Il est alors considéré comme l'une des grandes promesses du club et signe son premier contrat professionnel le 15 avril 2020, le liant alors au club jusqu'en juin 2025,.
En septembre 2020, Pablo Torre est définitivement promu en équipe première. Il joue son premier match avec l'équipe première le 18 octobre 2020, lors d'une rencontre de championnat face au Club Portugalete. Il est titularisé et les deux équipes se neutralisent ce jour-là (1-1 score final),.
Lors de l'été 2022, Pablo Torre rejoint le FC Barcelone. Le transfert est annoncé dès le 4 mars 2022 et il signe un contrat courant jusqu'en juin 2026,.
Il joue son premier match pour Barcelone le 7 septembre 2022, à l'occasion d'une rencontre de Ligue des Champions face au FC Viktoria Plzeň,.
Le 18 juillet 2023, Pablo Torre rejoint le Girona FC sous la forme d'un prêt d'une saison, afin de gagner en temps de jeu,. Il revient au FC Barcelone malgré son faible temps de jeu.
Le 14 juillet 2025, Pablo Torre quitte définitivement le FC Barcelone afin de rejoindre le RCD Majorque. Il signe un contrat de quatre ans, soit jusqu'en juin 2029.

### En sélection
Pablo Torre représente l'équipe d'Espagne des moins de 17 ans pour un seul match joué, le 15 janvier 2020.
Il joue son premier match avec l'équipe d'Espagne des moins de 19 ans le 26 octobre 2021 en entrant en jeu contre Israël (défaite 0-1). Le 13 novembre suivant il marque ses deux premiers buts lors d'une victoire face à l'Azerbaïdjan, participant ainsi à la victoire des siens (6-0).

## Vie privée
Pablo Torre est le fils d'Esteban Torre (en), ancien footballeur professionnel ayant évolué lui aussi au Racing de Santander.

## Statistiques

### En club
| Saison                | Club                  | Championnat           | Championnat | Championnat | Championnat | Coupe(s) nationale(s) | Coupe(s) nationale(s) | Coupe(s) nationale(s) | Supercoupe | Supercoupe | Supercoupe | Compétition(s) continentale(s) | Compétition(s) continentale(s) | Compétition(s) continentale(s) | Compétition(s) continentale(s) | Total | Total | Total |
| Saison                | Club                  | Division              | M.          | B.          | P.d.        | M.                    | B.                    | P.d.                  | M.         | B.         | P.d.       | Comp.                          | M.                             | B.                             | P.d.                           | M.    | B.    | P.d.  |
| 2019-2020             | Rayo Cantabria        | Segunda RFEF          | 1           | 0           | 0           | -                     | -                     | -                     | -          | -          | -          | -                              | -                              | -                              | -                              | 1     | 0     | 0     |
| 2020-2021             | Racing Santander      | RFEF Primera          | 24          | 4           | 5           | 1                     | 0                     | 0                     | -          | -          | -          | -                              | -                              | -                              | -                              | 25    | 4     | 5     |
| 2021-2022             | Racing Santander      | RFEF Primera          | 32          | 10          | 10          | 2                     | 0                     | 1                     | -          | -          | -          | -                              | -                              | -                              | -                              | 34    | 10    | 11    |
| Sous-total            | Sous-total            | Sous-total            | 56          | 14          | 15          | 3                     | 0                     | 1                     | -          | -          | -          | -                              | -                              | -                              | -                              | 59    | 14    | 16    |
| 2022-2023             | FC Barcelone Atlètic  | RFEF Primera          | 3           | 0           | 1           | -                     | -                     | -                     | -          | -          | -          | -                              | -                              | -                              | -                              | 3     | 0     | 1     |
| 2022-2023             | FC Barcelone          | Liga                  | 8           | 0           | 0           | 2                     | 0                     | 1                     | -          | -          | -          | C1+C3                          | 3+0                            | 1                              | 0                              | 13    | 1     | 1     |
| 2024-2025             | FC Barcelone          | Liga                  | 10          | 3           | 1           | 2                     | 1                     | 2                     | 0          | 0          | 0          | C1                             | 2                              | 0                              | 0                              | 14    | 4     | 3     |
| Sous-total            | Sous-total            | Sous-total            | 18          | 3           | 2           | 4                     | 1                     | 3                     | 0          | 0          | 0          | -                              | 5                              | 1                              | 0                              | 27    | 5     | 5     |
| 2023-2024             | Girona CF (prêt)      | Liga                  | 26          | 0           | 2           | 3                     | 1                     | 0                     | -          | -          | -          | -                              | -                              | -                              | -                              | 29    | 1     | 2     |
| 2025-2026             | RCD Majorque          | Liga                  | 1           | 0           | 0           | 0                     | 0                     | 0                     | -          | -          | -          | -                              | -                              | -                              | -                              | 1     | 0     | 0     |
| Total sur la carrière | Total sur la carrière | Total sur la carrière | 105         | 17          | 20          | 10                    | 2                     | 4                     | 0          | 0          | 0          | -                              | 5                              | 1                              | 0                              | 120   | 20    | 24    |

## Palmarès
| Racing de Santander (1) :              | FC Barcelone (2) :                |
| -------------------------------------- | --------------------------------- |
| - Primera Federacìon - champion : 2022 | - Liga - Vainqueur : 2023 et 2025 |